# 中国共产党龙山县委员会
中国共产党龙山县委员会（简称中共龙山县委）是中国共产党在湖南省湘西土家族苗族自治州龙山县的领导机关。

## 沿革

### 反腐败工作
2012年4月，王承荣涉嫌严重违纪问题进行立案调查，随后遭到开除党籍开除公职（双开）处分。
2007年7月，杜崇烟因涉嫌受贿被双规，同时深陷强奸女大学生丑闻，同年12月被依法逮捕。2009年9月，杜崇烟以受贿罪、巨额财产来源不明罪被判处有期徒刑十年。

## 职责
根据《中国共产党地方委员会工作条例》，中国共产党地方委员会主要实行政治、思想和组织领导，承担下列职能：
1. 对本地区重大问题作出决策。
2. 通过法定程序使党组织的主张成为地方性法规、地方政府规章或者其他政令。
3. 加强对本地区宣传思想文化工作的领导，牢牢掌握意识形态工作领导权、话语权。
4. 按照干部管理权限任免和管理干部，向地方国家机关、政协组织、人民团体、国有企事业单位等推荐重要干部。
5. 支持和保证人大、政府、政协、法院、检察院、人民团体等依法依章程独立负责、协调一致地开展工作，发挥这些组织中党组的领导核心作用。
6. 加强对本地区群团工作和统一战线工作的领导。
7. 动员、组织所属党组织和广大党员，团结带领群众实现党的目标任务。

## 历任书记
| 姓名   | 就任日期   | 卸任日期   | 备注        |
| ------ | ---------- | ---------- | ----------- |
| 王承荣 | 1994年2月  | 1995年6月  |             |
| 田家贵 | 1995年6月  | 1997年8月  | [ 6 ]       |
| 杜崇烟 | 1997年8月  | 2000年10月 |             |
| 贾高飞 | 2000年     | 2004年     |             |
| 曹世凯 | 2004年10月 | 2008年1月  | [ 7 ]       |
| 张才金 | 2008年5月  | 2013年1月  | [ 8 ] [ 9 ] |
| 彭正刚 | 2013年4月  | 2015年9月  | [ 10 ]      |
| 周云   | 2016年1月  | 2020年1月  | [ 11 ]      |
| 刘冬生 | 2020年1月  | 2022年1月  | [ 12 ]      |
| 时荣芬‌‌ | 2022年1月  |            | [ 13 ]      |